# 普济寺 (普陀山)
普济寺，又称普陀山前寺，前身为唐末的“不肯去观音院”，宋代更名为“宝陀观音寺”，明万历年间更名“护国永寿普陀禅寺”，清康熙皇帝赐额“普济群灵”后才改名为“普济禅寺”并沿用至今。位于普陀山南部，为普陀山供奉观音菩萨的主刹。全国重点文物保护单位、汉族地区佛教全国重点寺院之一。全寺占地面积约37000平方米。

## 建筑情况
清雍正九年（1731年）至十二年（1734年）三年时间里，建成9殿、12阁、16堂、4轩，共200余间房屋。中轴线上，现存山门殿、天王殿、圆通宝殿、藏经楼、方丈殿、灵鹫楼等建筑。除主殿外，两侧还有供奉四大名山的四大菩萨殿，以及伽蓝殿、祖师殿、罗汉殿、斋堂、禅堂、客堂等殿堂楼宇600多间。其中，圆通宝殿为单层重檐，为观音菩萨正殿。可同时容纳数千人，殿中供奉毗卢观音，四周塑有观音道场特有的观音三十二应化身。
普济寺前的莲花池，面积约15亩，以盛产五色并蒂莲花而闻名。湖上永寿桥建于明万历三十四年（1606年）。寺东南的多宝塔，建于元元统二年（1334年），为普陀山现存最早建筑。塔四面五层，以太湖石砌筑而成。

## 图库

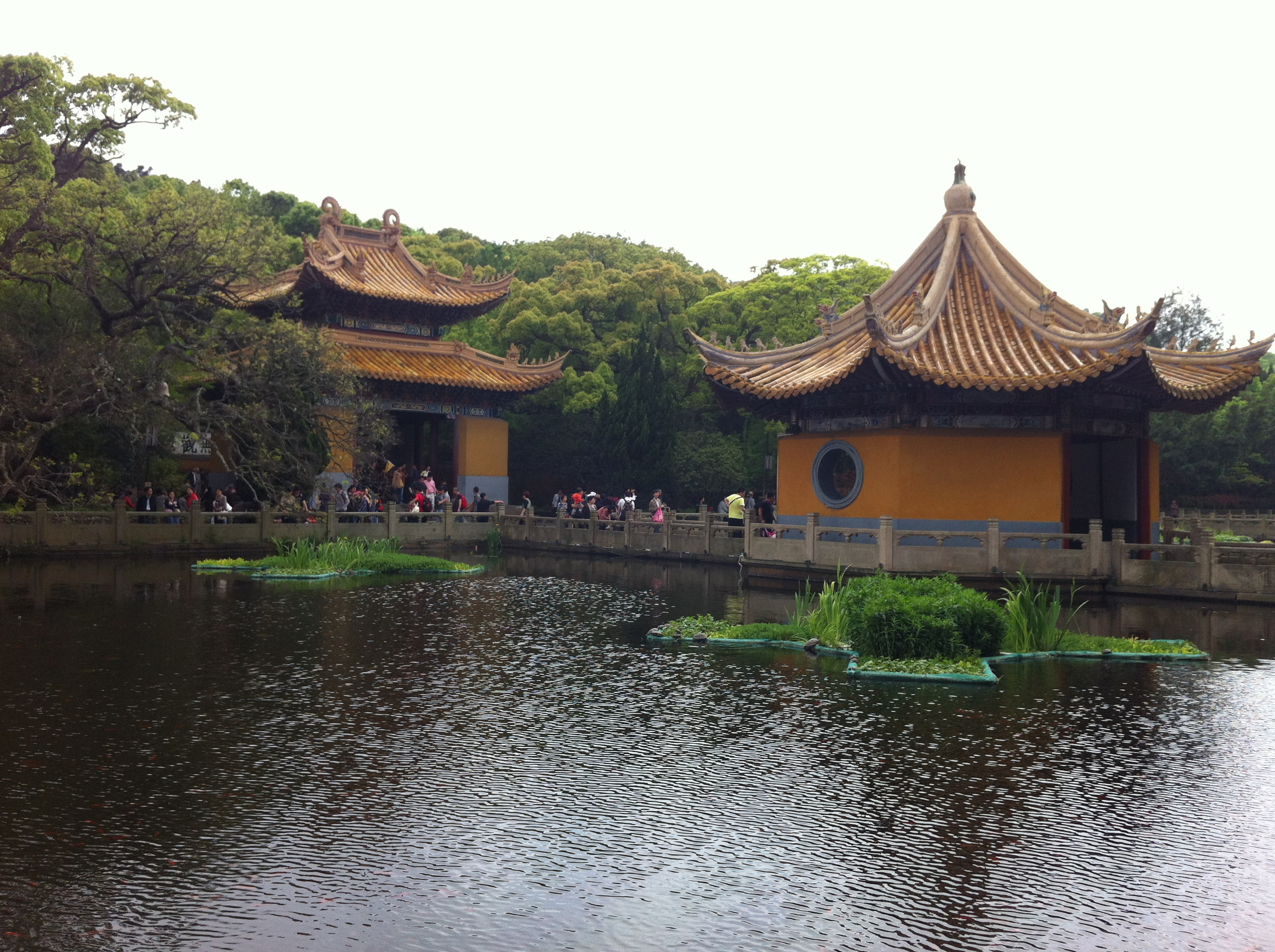
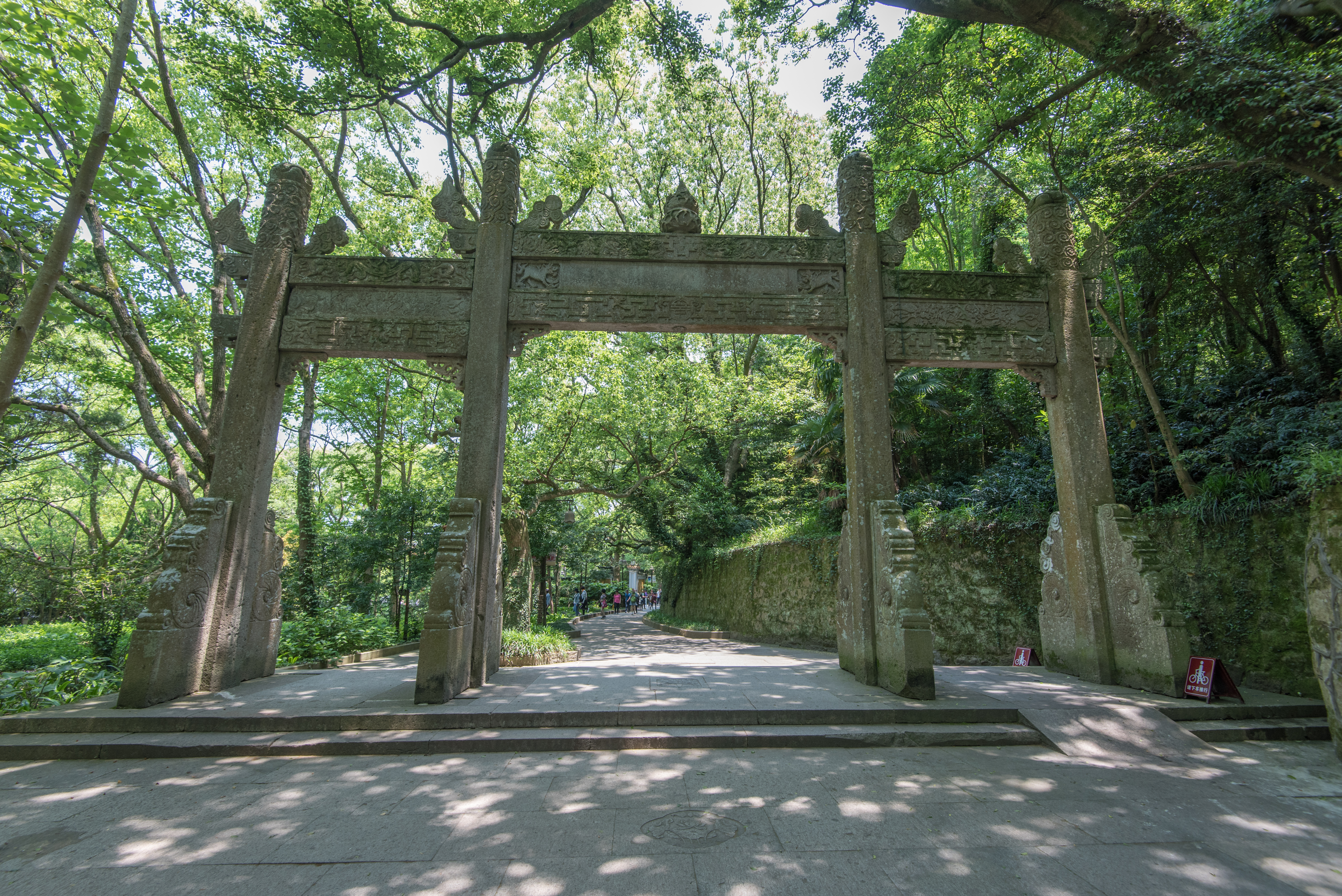
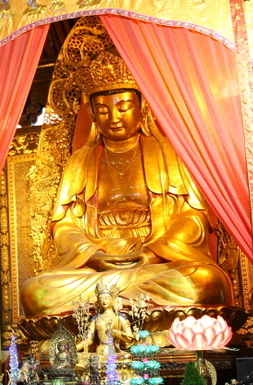
寺内供奉的毗卢观音
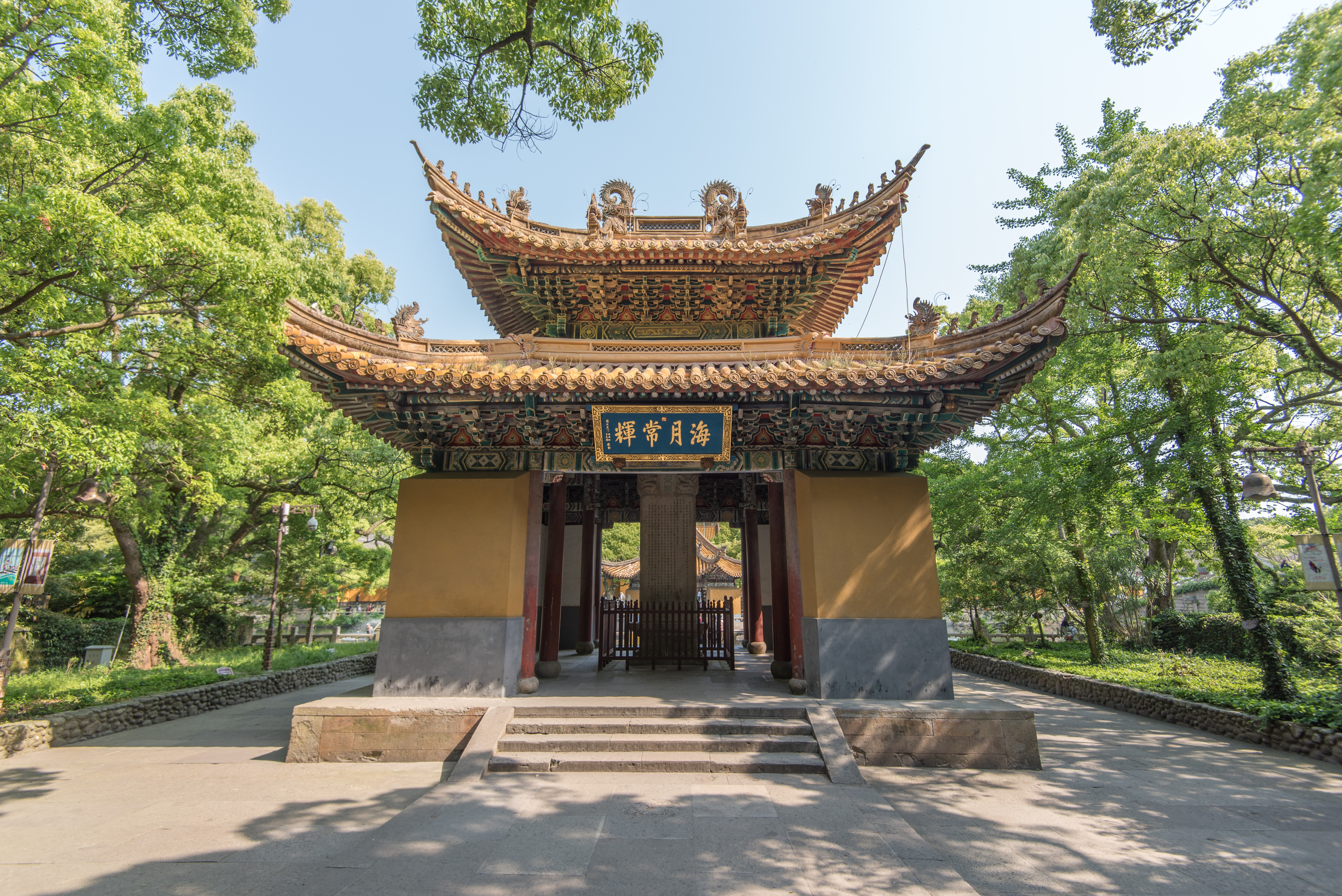
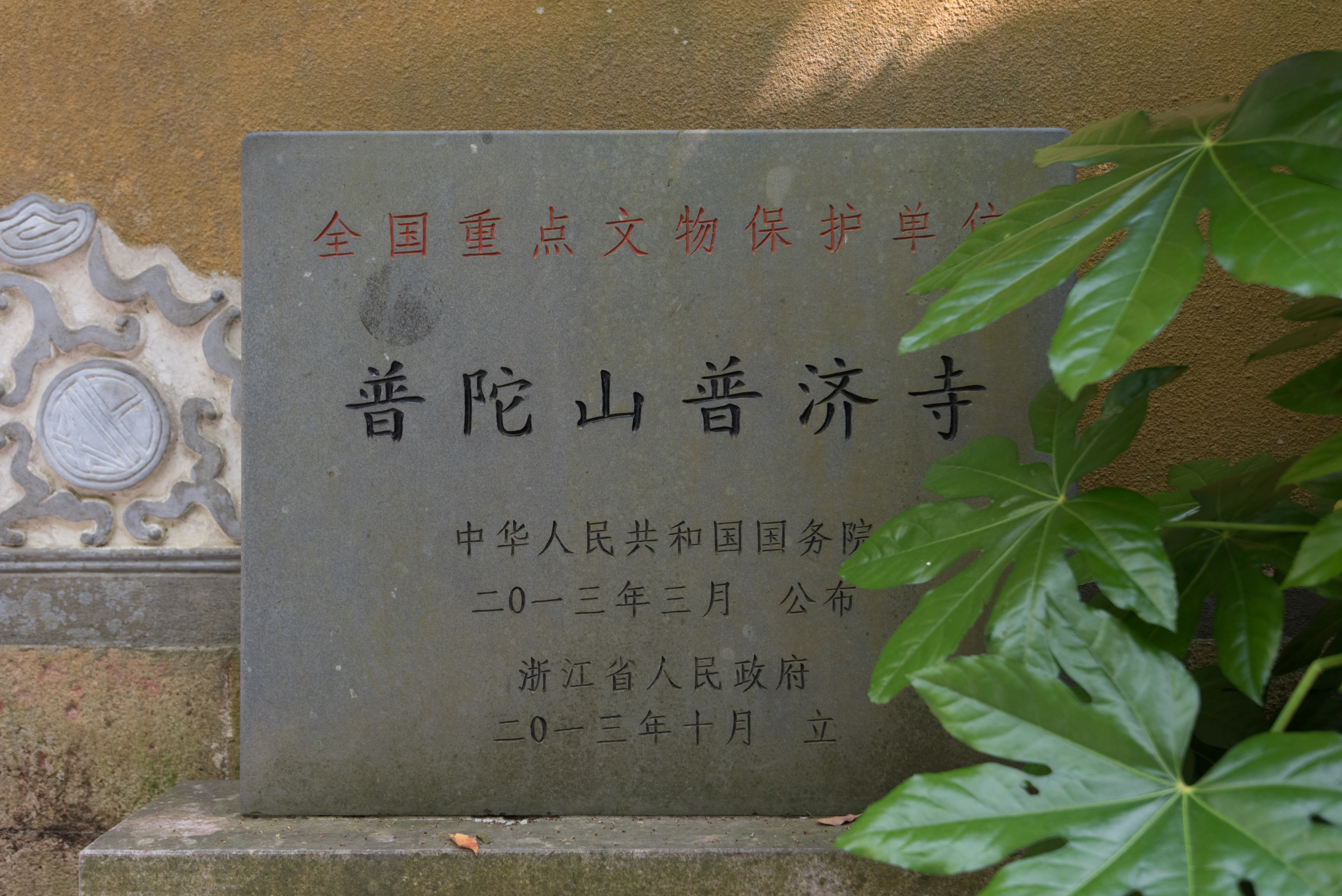

## 外部連結
- 台灣普陀山普濟禪寺官網 （页面存档备份，存于）